# Гиполипидемические препараты
Гиполипидемические препараты (ATC код C10) — группа веществ, лекарственные препараты для снижения концентрации некоторых фракций липидов (в частности, т. н. ЛПНП) в тканях и жидкостях организма. К гиполипидемическим препаратам относятся статины.

## История
В начале XX века появилась первая работа, в которой экспериментально (на кроликах) было показано, что добавка холестерина к пище вызывает симптомы, напоминающие атеросклероз.
В дальнейшем, несмотря на очень большую условность модели (в нормальном питании кроликов продукты, содержащие холестерин, обычно отсутствуют) был сделан вывод о связи заболевания атеросклерозом с повышенным уровнем потребления и накопления холестерина в организме. Эта гипотеза была подтверждена в последующих работах с животными, в чей естественный рацион входит холестерин (крысы, обезьяны).
При наблюдении за большими популяциями людей, страдающих сердечно-сосудистыми заболеваниями также было установлено, что существует определённая взаимосвязь между повышенным уровнем холестерина и увеличением вероятности сердечно-сосудистых заболеваний.
Применение гиполипидемических средств давало некоторый статистически значимый эффект, однако для лиц старше 70 лет эта закономерность становится менее очевидной.

## Основные группы веществ, регулирующих обменлипидов

### C10AAингибиторы3-гидрокси-3-метилглутарил-СоА редуктазы(«статины»)
C10AA01 Симвастатин
C10AA02 Ловастатин
C10AA03 Правастатин
C10AA04 Флувастатин
C10AA05 Аторвастатин
C10AA06 Церивастатин
C10AA07 Розувастатин
C10AA08 Питавастатин
Группа лекарственных препаратов (часто их объединяют под условным названием «статины») предназначеных для снижения концентрации «холестерина» (ЛПНП, ЛПСП, ЛПВП) в крови человека. Первый в мире статин создан американской компанией Merck Sharp and Dohme.
- После триумфального старта первых статинов были получены данные о некоторых важных побочных эффектах и противопоказаниях. Основными побочными эффектами являются бессимптомное повышение уровня трансаминаз[1], миопатия, боли в животе, запоры[2]. Первое поколение статинов (ловастатин, симвастатин, правастатин) сменилось вторым (флувастатин), третьим (аторвастатин, церивастатин) и четвёртым (питавастатин, розувастатин), и сегодня подход к их применению стал намного более взвешенным. В настоящее время деление статинов по поколениям считается безосновательным, так как не было показано существенное различие в их эффективности.

Так, в статье «Статины с позиции доказательной медицины» Ю. С. Рудык, указывая на определённые успехи в использовании статинов, напоминает «становится очевидно, что применение статинов не решает полностью проблемы предупреждения осложнений ИБС и её эквивалентов… „… наступает момент, когда возможности статинов становятся исчерпанными, и дальнейшее совершенствование препаратов, увеличение их активности не приведет к существенному улучшению клинических результатов. Поэтому усилия врачей обращены на другие пути воздействия на атеросклеротический процесс, и дальнейший прогресс будет, вероятно, связан уже не со статинами“». «В странах благополучной Западной Европы 70 % пациентов получают статины для снижения уровня ХС, однако целевые значения достигают только у 53 % больных.» (там же).
- Клиническая эффективность статинов считается доказанной для лиц среднего возраста.
- Кроме того, известно, что уровень «холестерина» (ЛПНП, ЛПСП, ЛПВП) в крови далеко не всегда коррелирует с развитием атеросклероза, и, как следствие — с ростом риска смерти от сердечно-сосудистых заболеваний.

Краткая история статинов до 1999 года приведена в источнике
Кроме того, исследователи из Лондонского университета выяснили, что статины не только снижают уровень холестерина, но и улучшают структуру и функцию сердца. Люди, принимающие данные лекарства, реже имеют увеличенное сердце — признак стресса и мышечной слабости. По сравнению с обычными людьми, у пациентов, принимавших лекарства, левый желудочек сердца имел на 2,4% меньше мышечной массы. Уменьшены были также объемы левого и правого желудочков.
Лекарственные препараты, которые не рекомендовано комбинировать со статинами из-за риска развития миозитов и рабдомиолиза
- фибраты (риск рабдомиолиза и гепатотоксичности, возможно сочетание с флувастатином)
- никотиновая кислота и её производные (риск гепатотоксичности)
- макролидные антибиотики (эритромицин, кларитромицин в особенности)
- циклоспорин
- азольные противогрибковые средства
- верапамил
- амиодарон
- ингибиторы протеазы ВИЧ

Состояния, которые увеличивают риск развития миозитов и рабдомиолиза при применении статинов:
- зрелый или преклонный возраст в сочетании с патологией (СД и ХПН)
- наличие хирургических вмешательств в анамнезе (необходима отмена статинов на послеоперационный период)
- недостаточное питание
- печёночная недостаточность
- полипрагмазия
- избыточное употребление алкоголя
- употребление грейпфрутового сока

В этих случаях больные должны находится под более тщательным наблюдением врача с контролем ферментов (АЛТ, АСТ, ГГТП, КФК) не реже 2 раз в месяц.
Фармакокинетические исследования показали, что больные, принадлежащие к монголоидной расе, более чувствительны к действию статинов, поэтому у таких пациентов следует использовать меньшие дозировки (< 40 мг/сут)

### C10ABФибраты
C10AB01 Клофибрат
C10AB02 Безафибрат
C10AB03 Алюминия клофибрат
C10AB04 Гемфиброзил
C10AB05 Фенофибрат
C10AB06 Симфибрат
C10AB07 Ронифибрат
C10AB08 Ципрофибрат
C10AB09 Этофибрат
C10AB10 Клофибрид
- Дериваты фиброевой кислоты — Клофибрат, Безафибрат, Фенофибрат, Ципрофибрат и др. обладают более высокой способностью снижать концентрацию триглицеридов и ХС ЛПНП, по триглицеридам они эффективнее статинов.
- К преимуществам фенофибрата относится урикозурическое действие — он снижает уровень мочевой кислоты на 10 — 28 % за счет усиления почечной экскреции уратов.
- Фибраты ослабляют постпрандиальную гиперлипидемию, особенно у больных СД 2 типа.

Показания к назначению фибратов:
IIб фенотип с высоким уровнем ТГ, ремнантный III и IV,V типы с высоким риском панкреатита, сниженный ХС ЛВП.
При применении фибратов необходим УЗ контроль за состоянием желчного пузыря (увеличивают литогенность желчи).

### C10AC Вещества, усиливающиеэкскрециюжёлчных кислот
C10AC01 Холестирамин
C10AC02 Холестипол
C10AC03 Колекстран
C10AC04 Колесевелам

### C10ADНиацини его производные
C10AD01 Ницеритрол
C10AD02 Ниацин (никотиновая кислота)
C10AD03 Никофураноза
C10AD04 Алюминия никотинат
C10AD05 Никотиниловый спирт (pyridylcarbinol)
C10AD06 en:Acipimox
Лекарственные препараты, которые не рекомендовано применять с препаратами никотиновой кислоты из-за риска развития побочных эффектов:
- статины (риск гепатотоксичности)
- фибраты (риск гепатотоксичности и рабдомиолиза)

Необходим контроль АЛТ, АСТ, ГГТП.
- У больных с сахарным диабетом и подагрой возможно обострение основного заболевания, у данной категории больных необходимо избегать назначения любых форм никотиновой кислоты.

### C10AX Прочие гиполипидемические препараты
C10AX01 Декстротироксин
C10AX02 Пробукол
C10AX03 Тиаденол
C10AX04 Бенфлуорекс
C10AX05 Меглутол
C10AX06 Омега-3-жирные кислоты
C10AX07 Магния пиридоксаль 5-фосфат глутамат
C10AX08 Поликозанол
C10AX09 Эзетимиб
C10AX15 Бемпедоевая кислота
В ходе многочисленных клинических исследований с применением поликозанола и статинов были получены данные о том, что эффективность поликозанола и статинов для снижения ЛПНП примерно одинакова, при этом поликозанол значительно эффективнее препаратов из группы статинов повышает ЛПВП. В отличие от статинов, поликозанол не оказывает побочных эффектов на другие органы и системы организма. Также доказано, что поликозанол способствует снижению до нормы уровня аланин-аминотрансферазы (АлАТ) и гамма-глутамилтранспептидазы (ГГТ).

## C10B комбинированные липид-модифицирующие препараты

### C10BA HMG CoA ингибиторы редуктазы в комбинации с другими гиполипидемическими препаратами
C10BA01 Ловастатин с никотиновой кислотой
C10BA02 Симвастатин и эзетимиб
C10BA10 Бемпедоевая кислота и эзетимиб

### C10BX HMG CoA ингибиторы редуктазы, другие комбинации
C10BX01 Симвастатин и ацетилсалициловая кислота
C10BX02 Правастатин и ацетилсалициловая кислота
C10BX03 Аторвастатин и амлодипин